# Östen, Ernst-Hugo & Cornelis på börsen
Östen, Ernst-Hugo & Cornelis på börsen är en LP-skiva med en inspelning av krogshowen Lyckohjulet eller Var ska jag hänga min hatt i natt? på Hamburger Börs, Stockholm i oktober 1970. Cornelis Vreeswijk, Östen Warnerbring och Ernst-Hugo Järegård medverkar tillsammans med Ingmar Nordströms Orkester.

## Låtlista

### Sid A
1. Jag har er under mitt skinn (I’ve Got You Under My Skin – Cole Porter/Sv. text Östen Warnerbring)
2. Var ska jag hänga min hatt i natt? (Sven Paddock/Nils Perne)
3. Var kommer allt kyssande från? (Jan Olof Olsson)
4. Köp min skatt (Love for Sale – Cole Porter/Sv. text Cornelis Vreeswijk & Östen Warnerbring)
5. Mor har köpt en massageapparat (Cornelis Vreeswijk)
6. Ferlin-potpurri
  - a. En valsmelodi (Lille Bror Söderlundh/Nils Ferlin)
  - b. På Arendorffs tid (Nils Ferlin)
  - c. Mitt hjärta är ditt (Nils Ferlin)
  - d. Får jag lämna några blommor? (Lille Bror Söderlundh/Nils Ferlin)

### Sid B
1. Lycka de' e'  (Happiness is – Paul Evans/Paul Barnes/Sv. text Östen Warnerbring)
2. Biet Ole (Åke Arenhill)
3. Incestvisa (Johnny Be Fair – Buffy Sainte-Marie/Sv. text Cornelis Vreeswijk)
4. Två nummer
  - Abstrakt poker (Ephraim Kishon/Sv. övers. Gun Bengtsson/Nils Bengtsson)
  - Du borde köpa dig en tyrolerhatt (Ich kauf' mir lieber einen Tirolerhut – Carl Niessen/Sv. text Stikkan Anderson)
5. Var ska jag hänga min hatt i natt? (Sven Paddock/Nils Perne) [instrumental]

## Medverkande
- Cornelis Vreeswijk – sång, gitarr (spår A:2, 4, 5, 6b, d, B:1, 3)
- Östen Warnerbring – sång (spår A:1, 2, 4, 6a, d, B:4)
- Ernst-Hugo Järegård – sång, tal (spår A:2, 3, 6c, B:2, 4)
- Ingmar Nordströms Orkester (spår A:1, 2, 4, 6, B:1, 3, 5, 6)